# Mausoleu

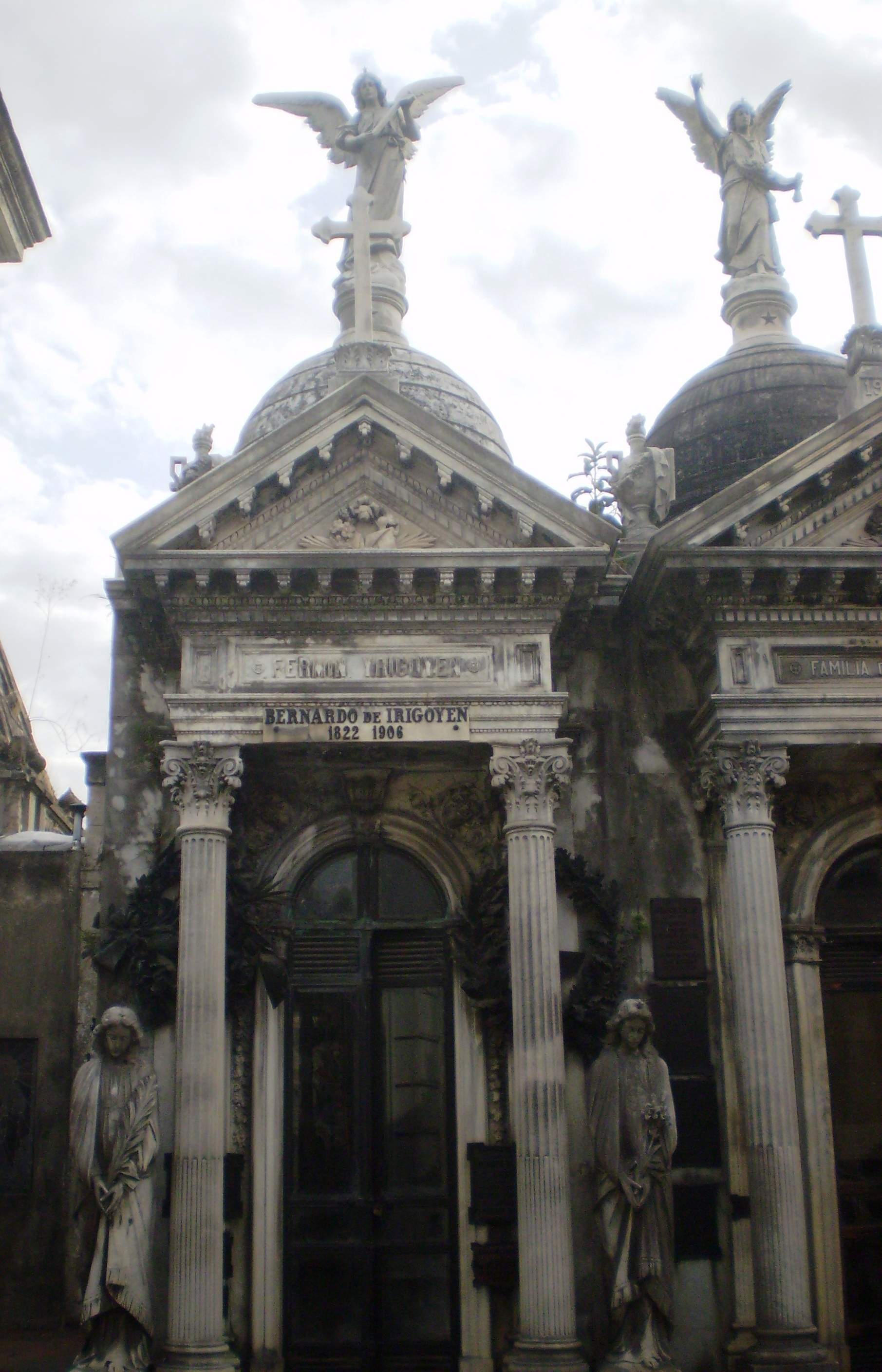
Mausoleu. Cementiri de la Recoleta, Buenos Aires (Argentina)

Un mausoleu és un edifici sepulcral de gran magnificència. Originalment, fou el sepulcre de Mausol (vegeu Mausoleu d'Halicarnàs).
En els mausoleus (mausoleum) romans, la forma emprada generalment era una successió de terrasses; els més famosos en foren el d'August i el d'Hadrià (el darrer és avui el Castell de Sant'Angelo); del mausoleu d'August, que era més gran que el d'Hadrià, només resten algunes ruïnes insignificants.